# GSM900
GSM900(Global System for Mobile Communications 900)은 GSM의 주파수 대역 중 하나인 900MHz를 사용하는 기술이다.

## 이용 중인 국가
유럽 등에서 운용 중이며, 대한민국에서는 한국통신(Korea Telecom, KT)에서 GSM1800과 함께 운용하고 있다.